# Strugari, Bacău
Strugari (în maghiară Esztrugár) este satul de reședință al comunei cu același nume din județul Bacău, Moldova, România.